# Louis Aubeux
 (avril 2023).
Le chanoine Louis Aubeux (né à Beaulieu-sur-Layon le 26 octobre 1917, mort à Angers le 8 juillet 1999) est un ecclésiastique et organiste français.

## Biographie
Il étudia à l’École César-Franck. Parmi ses maîtres en musique figurent le chanoine Fauchard, André Marchal et Marcel Dupré.
Il fut ordonné prêtre le 29 juin 1942 et fut organiste titulaire de la cathédrale Saint-Maurice d'Angers de 1947 à 1998. Expert en orgues, il était notamment membre correspondant de la Commission supérieure des monuments historiques. Il obtient ainsi en 1957 la restauration de l'orgue abimé lors de la Seconde Guerre mondiale, puis son classement comme objet historique en 1977. 
Il fut aussi directeur de la Revue de Musique Sacrée et auteur d’un ouvrage sur la facture : « L'Orgue - Sa Facture ». Il a aussi composé quelques pièces pour l’orgue.
Elizabeth Hériobé-Pineau fut son assistante au grand orgue durant plus d'une vingtaine d'années. Très brillante, elle était seule assistante auprès du titulaire. Elle pratique le clavecin et le piano. Elle a organisé durant cette période une dizaine de récitals d'orgue par an, culturels, a fait venir de nombreux organistes dont notamment Gaston Litaize et Rolande Falcinelli.
Le chanoine Aubeux dirigeait également une grande chorale (chorale Plantagenêt). Elizabeth Hériobé-Pineau a monté de nombreux oratorios (Judas Maccabée, Israël en Égypte, la Missa Solemnis[Laquelle ?], la Passion selon saint Jean, etc.). Cette chorale était accompagnée par l'orchestre de la Garde républicaine.
En 1965, il intervient en faveur de la conservation du latin et du chant grégorien dans la liturgie.
Le chanoine Aubeux eut une fin tragique, oublié de tous, malgré ses 50 années à l'orgue de la cathédrale d'Angers. Son assistante, alors qu'il avait été placé chez les Petites Sœurs des pauvres, continua à s'en occuper jusqu'à sa mort.

## Publications

### Discographie
- La musique d'orgue à la cathédrale d'Angers, Disques Corelia, 1984.

## Postérité
Une rue de Saint-Melaine-sur-Aubance porte son nom.